# رهاب فرنسا

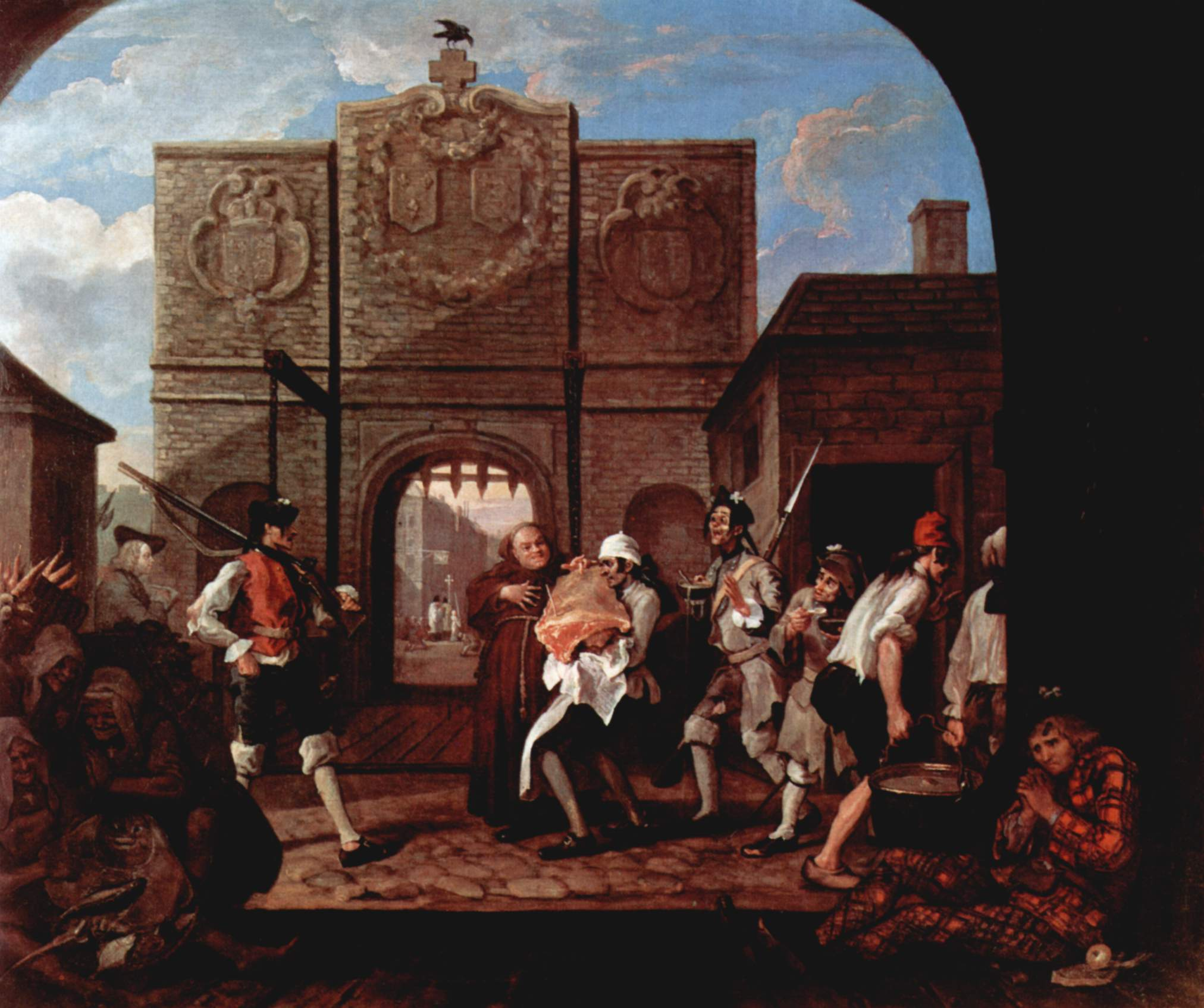

المشاعر المُعادية لفرنسا أو رهاب فرنسا أو الفرانكوفوبيا تشكل خوفًا أو ازدراءً شديدًا أو غير عقلانيٍّ لفرنسا، أو الشعب الفرنسي، أو الحكومة الفرنسية، أو الفرانكوفونيّة (مجموعة من الكيانات السياسية التي تستخدم الفرنسية كلغة رسمية أو عدد سكانها الذين يتحدثون الفرنسية كبير من حيث العدد أو النسبة). وجدت في أشكال مختلفة وفي بلدان مختلفة لقرون. عكسها هو الفرانكوفيليا أي حب فرنسا.

## فرنسا كقوة قارية مهيمنة
رغم أن التاريخ الفرنسي بأوسع معانيه يمتد إلى أكثر من ألف عام، فإن وحدته السياسية تعود إلى عهد لويس الحادي عشر، الذي أسس الدولة القومية (بدلًا من الكيان الأسري العابر للحدود والذي كان نموذجيًا في أواخر العصور الوسطى). في الأيام الأخيرة من النظام القديم، لم يتحدث الفرنسية إلا الأرستقراطيون والعلماء في الكثير من أنحاء المملكة، حيث تحدث حوالي ثلثي السكان مجموعة متنوعة من اللغات المحلية، التي غالبًا ما تسمى اللهجات. يزعم إيريك هوبسباوم أن الدولة القومية الفرنسية تشكلت خلال القرن التاسع عشر من خلال التجنيد الإلزامي، والذي كان مسؤولًا عن التفاعلات بين المواطنين الفرنسيين القادمين من مختلف المناطق وقوانين الأمر العام الخاصة بالجمهورية الثالثة، والتي تم سنها في ثمانينيات القرن التاسع عشر، غالبًا بالتوازي مع ميلاد القومية الأوروبية.

### المشاعر المعادية لفرنسا في بريطانيا
إنجلترا وفرنسا لديهما تاريخ طويل من الصراع، يرجع إلى ما قبل معركة هاستنغز، عندما تولى وليام الفاتح العرش الإنجليزي. قبل أن يصبح ملك إنجلترا، وجد ويليام تعارضًا من أتباعه المخلصين عدة مرات واحتل بعض المقاطعات المجاورة. ظلت العلاقة بين البلدين مليئة بالصراعات، حتى أثناء الحملة الصليبية الثالثة. بلغت حقبة القرون الوسطى من الصراع ذروتها أثناء حرب المائة عام، عندما قاتلت أسرة البلانتاجانت بلا جدوى من أجل السيطرة على العرش الفرنسي وفقدت كل المقتنيات الفرنسية تقريبًا، مما أدى في المستقبل إلى جعل الملوك الإنجليز أكثر إنجليزيّة ثقافيًا. (في الماضي، كانوا يتحدثون الفرنسية إلى حد كبير ويعيشون في القلاع الفرنسية معظم الوقت. قضى ريتشارد قلب الأسد، الذي اشتهر بخصامه مع الملك الفرنسي فيليب، معظم حياته في فرنسا ولم يتجاوز حكمه ستة أشهر كملك في انكلترا).
ينبع التاريخ الحديث للصراع بين البلدين من صعود إنجلترا إلى موقع القوة التجارية والبحرية المهيمنة من أواخر القرن السابع عشر فصاعدًا. أصبح العداء تجاه طموحات فرنسا المماثلة والصراع الاستراتيجي معها، سمة مميزة للعلاقات بين القوتين. أُدرك في بريطانيا أن الفترة بين ثورة 1688 المجيدة والاستسلام النهائي لنابليون في عام 1815 تعتبر صراعًا فرنسيًا بريطانيًا مطوّلًا لتحديد من قد يكون القوة الاستعمارّية المهيمنة (والتي يطلق عليها أحيانًا حرب المئة عام الثانية). ساهم العداء البريطاني للكنيسة الكاثوليكيةّ، والذي يرجع تاريخه إلى صراعات سابقة مع إسبانيا وأسرة هابسبورغ الكاثوليكيّة، في اتخاذ المواقف اتجاه الفرنسيين لأن فرنسا كانت تعتبر أيضًا قوةً كاثوليكيّة، وكان أغلب الشعب البريطاني من البروتستانت. ساعدت بريطانيا الدول الأوروبية القاريّة في مقاومة الطموحات الفرنسية لفرض هيمنتها أثناء حكم لويس الرابع عشر والحروب النابليونيّة. أعربت بريطانيا عن استيائها إزاء تدخل فرنسا في الحرب الثورية الأميركية. تسبّبت الصراعات المتكرّرة في عداوة متبادلة عميقة بين الدولتين، التي تغلب عليها فقط وبشكل جزئي تحالفهما لهزيمة ألمانيا الإمبراطورية في أوائل القرن العشرين.
كانت أبعاد الصراع في بريطانيا ثقافيّة بقدر ما كانت استراتيجيّة. في الواقع أن القومية البريطانية، في مراحلها الوليدة، كانت في فترة طويلة تتبع ظاهرة المُعادية لفرنسا، وكانت المواقف المرتبطة بها تمتد إلى ما هو أبعد بكثير من «مَن فاز بماذا» في ميادين القتال المختلفة
- أعربت مجموعة متنامية من القوميين البريطانيين في القرنين السابع عشر والثامن عشر عن استيائها إزاء هذا التهور الممنوح غالبًا للثقافة الفرنسية واللغة الفرنسية.
- كانت فرنسا أقوى سلطة كاثوليكية وكانت المشاعر «المعادية للكاثوليك» منتشرة على نطاق واسع في بريطانيا منذ قانون السيادة عام 1534.
- تغلغل المشاعر المُعادية لفرنسا في مختلف أنحاء المجتمع، والذي تختصره القصة المُختلقة عن مُعدمي قرد هارتلبول، الذين قادهم اعتقادهم بأن الفرنسيين كانوا غير إنسانيين إلى إعدام قرد أليف في اعتقاد مفاده أنه كان رجلًا فرنسيًا مُعتدٍ، لكن القصة مبنية على فرضية متنازع عليها مفادها أن هؤلاء المتورطين لم يروا قط مواطنًا فرنسيًا من قبل.

كتب روبرت غريفز بعد وقت قصير من الحرب العالمية الأولى خلال وقته في جامعة أكسفورد كطالب جامعي:
«تعزى عدم شعبية القرن الثامن عشر غالبَا إلى انتمائه لفرنسا. يكاد يكون الشعور المناهض لفرنسا بين أغلب الجنود السابقين بمثابة هاجس. كان إدموند، يرتجف بعصبيّة، يقول في هذا الوقت: «لا مزيد من الحروب بالنسبة لي بأي ثمن! إلا ضد الفرنسيين. إذا كانت هناك حرب ضدهم في أي وقت، فسأذهب مثل الطلقة». كان الشعور المؤيد لألمانيا يتزايد. مع انتهاء الحرب وانهزام الجيوش الألمانية، يمكننا أن نمنح الجندي الألماني الفضل لكونه الرجل المقاتل الأكثر كفاءة في أوروبا... حتى أن بعض الطلاب أصروا على أننا كنا نقاتل مع الجانب الخطأ: أعداؤنا الطبيعيون كانوا الفرنسيين».

- روبرت غرافيس، وداعًا لكلِّ ذلك.

### الثورة الفرنسيّة
لم تُستقبل الأفكار الثوريّة التي نشأت في فرنسا في عام 1789 أثناء الثورة الفرنسية والسنوات اللاحقة بشكل جيد من قبل الملكيين والأرستقراطيين في بقية القارة وفي بريطانيا. فقد أطاحت فرنسا، القوة الأوروبية الرائدة طيلة قرنين، فجأة وبعنف شديد، بالأسس الإقطاعية التي يقوم عليها النظام القاريً، وكان يخشى أن تنتشر الثورة. كانت الاعتراضات كثيرة:
- أُبطلت الشرعية السياسية للملكية الوراثية.
- اكتسب الفلاحون العنيفون وغير المتعلمين وفقراء الحضر السلطة على سادة المجتمع التقليديين.
- الثورة كانت مناهضة لرجال الدين.
- شهدت الثورة عهد الإرهاب المنتهي بالاستبداد (تحت حكم نابليون)، وبالتالي فشلت في تلبية طموحات الحرية (تأملات عن الثورة في فرنسا).

لم تكن المخاوف فريدة بالنسبة لأوروبا. على الرغم من النظرة الإيجابية في بعض الولايات المتحدة، فقد أيقظت الثورة أو خلقت مشاعر معادية لفرنسا بين بعض أعضاء الحزب الفيدرالي.

### عهد نابليون
رسم غويا العديد من الصور الشهيرة التي تصور العنف الذي شهدته حروب شبه الجزيرة خلال عصر نابليون. على وجه الخصوص، قوبلت الأعمال الفرنسية ضد المدنيين الإسبان خلال حرب شبه الجزيرة بقدر كبير من الانتقادات، كما يتضح من لوحة الثالث من مايو 1808.

### المشاعر المُعادية لفرنسا في ألمانيا
بدءًا من الغزو الفرنسي لألمانيا في أواخر القرن الثامن عشر، أصبحت فرنسا المنافس الذي صمد قرنًا كاملًا أمام ألمانيا. اعتبرت الحركة القومية الألمانية الصاعدة فرنسا أكبر عدوٍّ لها لأن فرنسا لم تكن قد قهرت بشكل مؤقت الكثير من ألمانيا الغربية خلال الحروب النابليونية فقط، بل كانت أيضًا الدولة الأكثر معارضةً لفكرة إقامة إمبراطوريّة ألمانية موحدة وأرادت أن تظل ألمانيا مقسمة إلى دول فردية عديدة.
ظهرت في هذا الوقت أسطورة ما يسمى بالعداوة الوراثية (بالألمانية: Erbfeindschaft)، حيث كان الفرنسيون الرومانيون والألمان الجرمانيون أعداء منذ معركة غابة تويتوبورغ، وهي الفكرة التي كانت بطبيعتها غير تاريخية. في القرن التاسع عشر، أصبحت المشاعر المُعادية لفرنسا شائعة في الخطاب السياسي الألماني حتى ولو لم يكن من الممكن قط أن نتجاهل العلاقة الثقافية العميقة بين البلدين بشكل كامل. (يوهان فولفغانغ فون غوته استهزأ بهذا في ملحمته فاوست الأولى بقوله: Ein echter deutscher Mann mag keinen Franzen leiden, doch ihre Weine trinkt er gern. «الرجل الألماني الحقيقي لا يحب أي فرنسيّ، لكنه يحب شرب نبيذهم».)
كُتبت العديد من الأناشيد القومية الألمانية ضد الفرنسيين، وأبرزها داي واخت آم رين. بعد الانتصار الألماني في الحرب الفرنسية البروسية في عام 1871، أصبحت ذكرى معركة سيدان الحاسمة عطلة وطنية شبه رسمية في الإمبراطورية الألمانية.
بعد بلوغ العداوة الفرنسية الألمانية ذروتها في الحربين العالميتين، تخلى الاثنان بنشاط عن العداوات المتبادلة بينهما في النصف الثاني من القرن العشرين. وأبرز رموز هذا التطور هو صورة رؤساء الحكومة فرانسوا ميتران وهيلموت كوهل وهم ممسكين بأيدي بعضهم في حفل أقيم في المقبرة العسكرية في فردان عام 1984. واليوم أصبحت ألمانيا وفرنسا شريكتين سياسيتين ودولتين مترابطتين بشكل وثيق. تأسست في عام 1992 شبكة تلفزيونية فرنسية ألمانية مشتركة تدعى أرتي.